# Вастоджирарді
Вастоджирарді (італ. Vastogirardi) — муніципалітет в Італії, у регіоні Молізе,  провінція Ізернія.
Вастоджирарді розташоване на відстані близько 150 км на схід від Рима, 40 км на північний захід від Кампобассо, 19 км на північ від Ізернії.
Населення — 718 осіб (2014).
Щорічний фестиваль відбувається 2 липня. Покровитель — святий Миколай.

## Демографія
Населення за роками:

Станом на 1 січня 2023 року в муніципалітеті офіційно проживало 16 іноземців з 5 країн, серед них 10 громадян країн Євросоюзу.

## Сусідні муніципалітети
- Аньоне
- Капракотта
- Каровіллі
- Кастель-ді-Сангро
- Форлі-дель-Санніо
- Рьонеро-Саннітіко
- Рокказікура
- Сан-П'єтро-Авеллана